# Erik Meek
Erik Joal Meek  (nacido el 17 de enero de 1973 en San Diego, California)  es un exjugador de baloncesto estadounidense. Con 2.10 de estatura, jugaba en la posición de pívot.

## Equipos
- High School. San Pasqual (Escondido, California).
- 1991-1995 Duke university
- 1995-1996 Galatasaray Estambul
- 1996-1997 Iraklis Salónica
- 1997-1998 Apollon Patras
- 1998-1999 Maroussi BC
- 1999-2000 Peristeri Atenas
- 2000-2001 Real Madrid
- 2001-2002 Iraklis Salónica